# 犬伏町
犬伏町（いぬぶしまち）は栃木県の南西部、安蘇郡に属していた町。

## 地理
- 山岳：唐沢山
- 河川：三杉川

## 歴史
- 1889年（明治22年）4月1日 町村制施行により安蘇郡犬伏町、富岡村、浅沼村、黒袴村、西浦村、鐙塚村、富士村、韮川村、大栗村が合併し安蘇郡犬伏町が成立する。
- 1943年（昭和18年）4月1日 佐野町、植野村、界村、堀米町、旗川村と合併し佐野市となる。

## 交通

### 鉄道
町内を両毛線が通過するが当時駅はなかった（佐野市成立後、短期間ではあるが犬伏駅が設置されていた）。